# Сиракузское викариатство
Сираку́зское викариа́тство — викариатство Восточно-Американской епархии Русской православной церкви заграницей.

## История
25 мая 1953 года архимандрит Аверкий (Таушев), который являлся ректором Свято-Троицкой духовной семинарии, был рукоположён во епископа Сиракузского, викария Восточно-Американской епархии (по городу Сиракьюс). 12 мая 1960 года епископ Аверкий был избран настоятелем Свято-Троицкого монастыря в Джорданвилле, в связи с чем 17 августа 1961 года его титул был изменён на «Сиракузский и Свято-Троицкий».
13 февраля 1964 года была образована самостоятельная Сиракузская и Троицкая епархия.
По смерти архиепископа Аверкия 18 июля 1976 года епископ Лавр (Шкурла) был утверждён настоятелем Свято-Троицкого монастыря, ректором Свято-Троицкой семинарии и назначен временным управляющим Сиракузско-Троицкой епархией. 12 октября того же года он становится её правящим архиереем.
28 октября 2001 года архиепископ Лавр был избран первоиерархом РПЦЗ и по должности митрополитом Восточно-Американским и Нью-Йоркским. При этом он продолжил возглавлять Свято-Троицкий монастырь и Свято-Троицкую семинарию; Сиракузская епархия была упразднена, а её территория присоединена к Восточно-Американской.
6 декабря 2018 года Архиерейский Синод РПЦЗ возродил Сиракузское викариатство Восточно-Американской епархии, избрав на эту кафедру архимандрита Луку (Мурьянку), который возглавлял Свято-Троицкий монастырь и Свято-Троицкую семинарию с 2008 года.

## Епископы
Сиракузское викариатство Восточно-Американской епархии
- Аверкий (Таушев) (25 мая 1953 — 13 февраля 1964)

Сиракузская и Троицкая епархия
- Аверкий (Таушев) (13 февраля 1964 — 13 апреля 1976)
- Лавр (Шкурла) (18 июля 1976 — 28 октября 2001) в/у до 12 октября 1976

Сиракузское викариатство Восточно-Американской епархии
- Лука (Мурьянка) (c 12 февраля 2019)